# Габрієль Ліппман
Габріє́ль Йо́нас Лі́ппман (фр. Gabriel Lippmann; нар. 16 серпня 1845, Боннвуа,

Люксембург —12 або 13 липня 1921 в морі) — французький фізик, лауреат Нобелівської премії з фізики в 1908 р.
«За створення методу фотографічного відтворення кольорів на основі явища інтерференції».

## Біографія
Незабаром після народження Габріеля сім'я Ліппманів переїхала до Франції.

### Навчання
До 13-річного віку навчався вдома, надалі вступив до Ліцею Наполеона в Парижі.
У 1868 р. став студентом Вищої нормальної школи в Парижі.
Тут, в результаті складання рефератів німецьких статей для французького журналу «fr : Annales de chimie et de physique», в ньому прокинувся активний інтерес до роботи з електричними явищами.

### Поїздка до Німеччини
У 1873 у уряд профінансував його відрядження до Німеччини для вивчення методів викладання природничих наук.
У Берліні він зустрічався з фізіологом і фізиком Германом фон Гельмгольцем.
У Гейдельберзькому університеті Ліппман працював разом з фізіологом Вільгельмом Кюне і фізиком Ґуставом Кірхгофом.

### Електрокапілярні явища
Найбільше значення для вибору напрямку досліджень мав показаний Кюне досвід, в якому крапля ртуті, покрита сірчаної кислотою, деформувалася при легкому дотику залізної дротини.
Ліппман зробив висновок, що два метали і сірчана кислота утворюють електричну батарею, і створений нею напруга змінює форму поверхні ртуті.
Це і стало відкриттям електрокапілярних явищ.
Пропрацювавши кілька років у фізичних і хімічних лабораторіях Німеччини, він у 1875 р. повернувся в Париж, де захистив дисертацію чудову під заголовком «Relation entre les phénomènes électriques et capillaires».
У 1878 він почав працювати на факультеті природничих наук Паризького університету.
У 1883 р. Ліппман був призначений наступником Бріо (1817—1882)  по кафедрі теорії ймовірностей і математичної фізики.
У 1886 р. він зайняв після Жамена кафедру експериментальної фізики в Сорбонні і був обраний в члени академії наук.
Зміна поверхневого натягу ртуті в залежності від напруженості електричного поля в дозволило йому побудувати надзвичайно чутливий прилад, так званий капілярний електрометрії.
У похилій капілярній трубці стовпчик ртуті реагує на малу різницю потенціалів значним переміщенням.
Ліппману вдавалося виміряти напруги до 0,001 В.
Він винайшов також електрокапілярний двигун для перетворення електричної енергії в механічну роботу і назад, ртутний гальванометр, ртутний електродінамометр.

### Теорема оборотності
Йому вдалося спостерігати утворення різниці електричних потенціалів при механічній деформації ртутної поверхні. Це призвело до найважливішого відкриття — сформульованої і опублікованій у 1881 в теоремі про оборотності фізичних явищ.
Ця теорема стверджує:

Знаючи про існування деякого фізичного явища, ми можемо передбачити існування і величину зворотного ефекту.

Застосувавши свою теорему до п'єзоелектричному ефекту, де електрична напруга виникає при стиску або розтяганні деяких кристалів, Ліппман висловив гіпотезу, що якщо до кристалу прикласти електричне поле, то відбудеться зміна його розмірів.
П'єр Кюрі і його брат Жак провели експеримент і підтвердили припущення Ліппмана.
Нині зворотний п'єзоелектричний ефект широко застосовується в техніці нарівні з прямим.

### Провідність рідин
Ліппман створив зручний метод для вимірювання опору рідин і вказав на два важливих факти, що стосуються проходження електрики через електроліти: Вода, заряджена позитивно, при зіткненні з негативним електродом містить надлишок водню, який розчиняється, лише тільки зовнішня електрорушійна сила досягне достатньої величини; точно так само вода, заряджена негативно, навколо позитивного електрода містить надлишок кисню. Він вказав нові способи для дослідного визначення «ома» і для вимірювання опору в абсолютних одиницях.
Він перший висвітлив наслідки принципу збереження електричного заряду і застосував їх для розгляду завдань теоретичної електротехніки.

### Кольорова фотографія
Ліппман розробив метод одержання кольорових зображень, що базується на явищі інтерференції. Цей метод Ліппман представив у 1891 р. від Французької академії наук і за нього ж отримав в 1908 р. Нобелівську премію з фізики.
У 1888 у Ліппман одружився.
У 1921 помер на борту пароплава «La France», повертаючись з поїздки до Канади.

### Інші досягнення
- Поляризація гальванічних елементів.
- Електромагнетизм
- Теорія капілярних явищ
- Сейсмологія:
  - Нова конструкція сейсмографа для безпосереднього вимірювання прискорення при землетрусі.
  - Ідеї використання телеграфних сигналів для раннього оповіщення про землетруси і вимірювання швидкості поширення пружних хвиль в земній корі.
- Астрономія — Ліппман розробив конструкцію двох астрономічних інструментів:
  - Целостат — оптична система з повільно обертається дзеркалом. Компенсує добове обертання і тим самим забезпечує отримання статичного зображення ділянки неба.
  - Уранограф, за допомогою якого виходить фотографічний знімок неба з нанесеними на нього меридіанами. Завдяки чому по такій картці зручно відраховувати інтервали часу.

## Деякі звання
- Ліппман був членом Французької академії наук і в 1912 році був обраний її президентом
- Іноземний член Лондонського королівського товариства
- Командор ордена Почесного легіону
- Іноземний член-кореспондент Петербурзької АН (1912)
- Іноземний член-кореспондент РАН (1917)

## Праці
Крім численних статей у журналах «Journal de physique», «Annales de chimie et de physique» і в «Comptes rendus de l'Académie des sciences», Ліппман надрукував вельми відомий підручник з термодинаміки («Cours de Thermodynamique professé à la Sorbonne» (Париж, 1886 і 1888 рр..)). У Франції цей підручник став одним із стандартних.

## Значення
Роботи Ліппмана по фотографії в наш час[коли?] не використовуються через технічну складність реалізації запропонованого ним процесу, хоча, в певному сенсі, вони передбачили виникнення голографії.
Тим не менше деякі інші його дослідження користуються в наш час[коли?] великим попитом.
Наприклад явища електрокапілярності і електрозмочування привертають останнім часом велику увага у зв'язку з розвитком мікрофлюїдики.
За допомогою цих ефектів можна керувати рухом найдрібніших крапельок рідини по поверхні.
Крім біотехнічних застосувань і масово виготовлюваних нині струменевих принтерів, ці ефекти можна використовувати в дисплеях (т.з. електронному папері) і об'єктивах зі змінною фокусною відстанню.